# 22-es busz (Budapest)

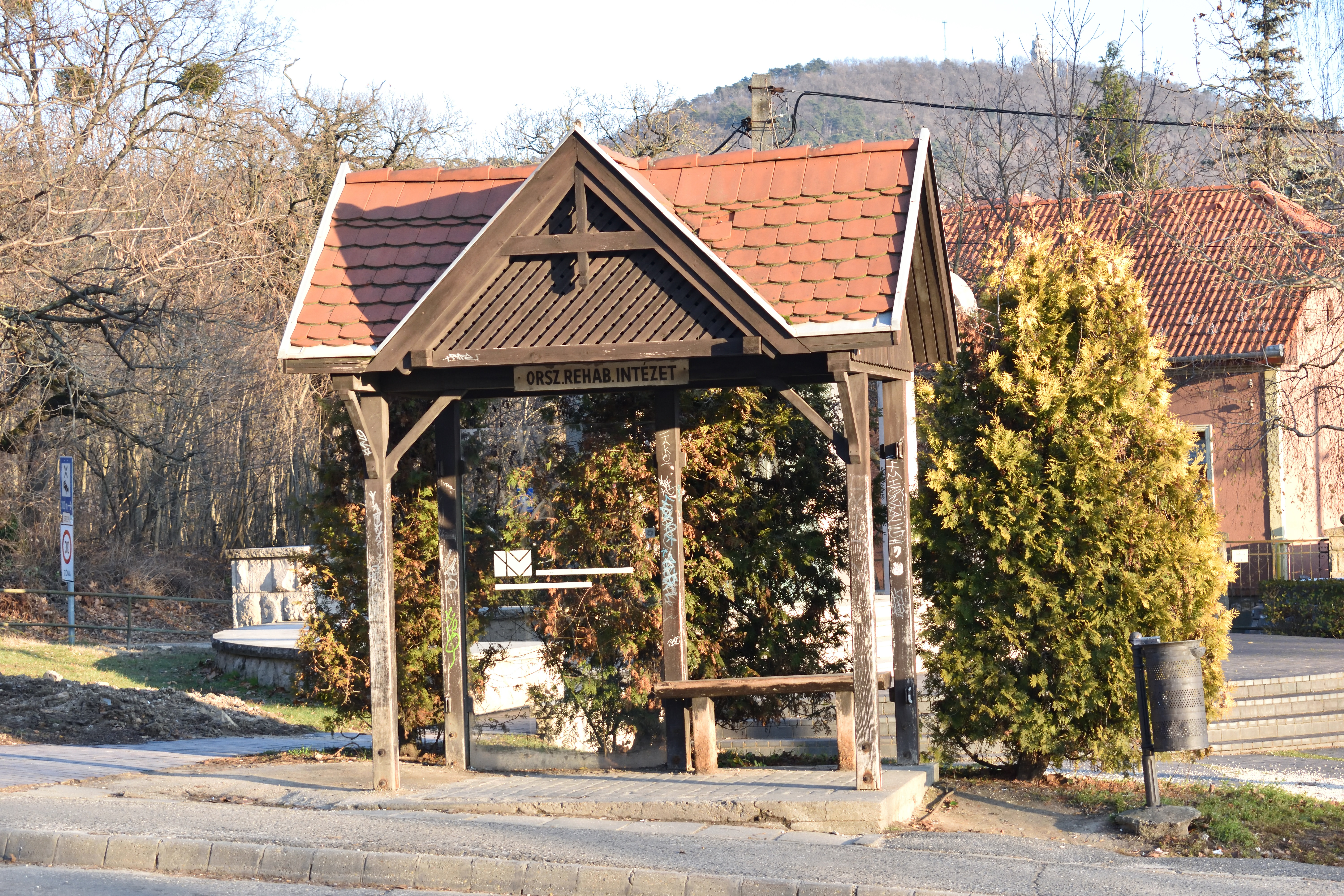
Mai napig olvasható a megálló egykori neve a Szanatórium utca (pesti irányú) utasvárakozóján. (2019. december 29.)

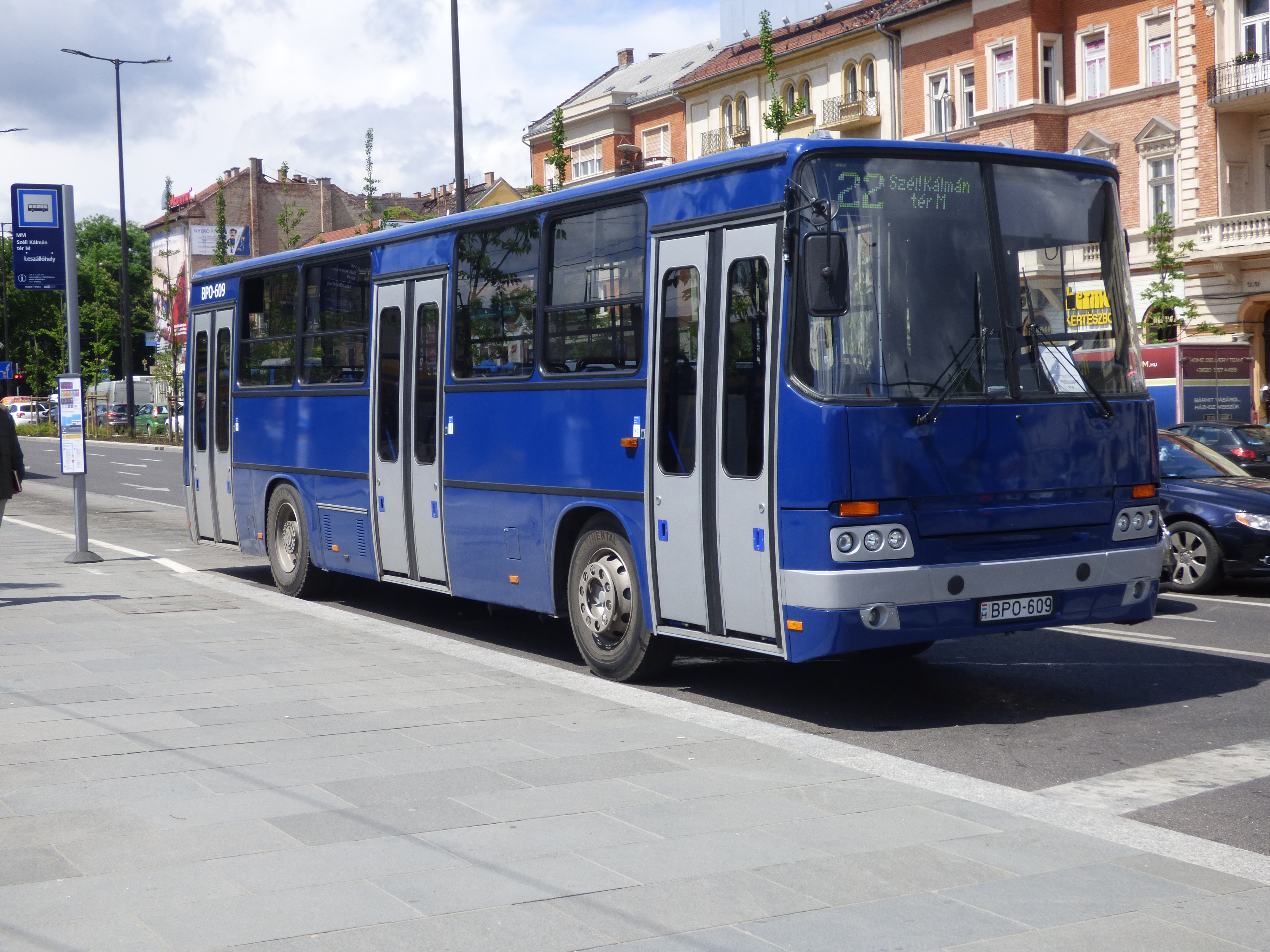
Felújított Ikarus 260-as busz a Széll Kálmán téren

A budapesti 22-es jelzésű autóbusz a Széll Kálmán tér és Budakeszi, Tesco áruház között közlekedik, ünnepnapokon a Patak utcáig rövidítve jár. A vonal érinti többek között a Szent János Kórházat, a Szépilona kocsiszínt, a Gyermekvasutat, az Országos Korányi Intézetet, Budakeszi városházát és a Budakeszi lakótelepet. A vonalat 2014. július 15-étől a Volánbusz, 2025-től pedig a MÁV Személyszállítási Zrt. üzemelteti.
Éjszaka a járat útvonalán a 922-es busz közlekedik a Dózsa György térig, ami megáll a Nyúl utcánál, a Nagyajtai utcánál és Budakeszi felé érinti a Honfoglalás sétányt is.

## Története
1932. július 14-én 22-es jelzéssel új járatot indított a BART a Széna tér és Budakeszi között.
1945-ben felmerült a trolibusz újraindítása. Az egy évvel később elkészült útvonalterv tartalmazta a busz Budakeszi és Szépilona közti szakaszának trolibusszal való kiváltását.
A háborút követően 1947-ben indult újra.
1981. december 31-én pontosították a Fogaskerekű megálló nevét, Fogaskerekű Vasútra (mai Városmajor).
1988. szeptember 7-étől az Erdő utcánál is megáll. Majd a rendszerváltást követően, 1990. szeptember 30-ától a  Budakeszi, Tanácsháza helyett, Budakeszi, Községháza néven állt meg. 1990 és ’91 között az Országos Orvosi Rehabilitációs Intézet nevét, Szanatórium utcára módosították.
1991. június 27-étől a János Kórház megálló nevét Szent János Kórházra bővítették. 1995. november 11-étől folyó 2 hónapos csatornázási munkálatok miatt nem érintette a Nyúl utca, Fogaskerekű Vasút és a Nagyajtai utca megállót. A munkálatok végeztével véglegesítették a változtatásokat.
2008. szeptember 6-ától érvényes menetrendben Budakeszi felé már Szanatórium utca (Vadaspark) néven állt meg. Ezzel egy időben indult el a Budakeszi északnyugati részét feltáró 222-es busz is.
2011. február 14-étől a Városmajor megállóban is megáll. 2012. december 10-én útvonala Budakeszi, Tesco-Parkcenter végállomásig hosszabbodott, korábbi útvonalán (Széll Kálmán tér – Dózsa György tér) betétjárat indult 22A jelzéssel. Ugyanezen a napon, Szanatórium utca (Vadaspark) néven áll meg Budapest felé is.
2015-ben az útvonala többször is változott a Széll Kálmán tér felújítása miatt. Többek közt azért, hogy biztosítsák a közvetlen kapcsolatot a metróval, mikor több hétvégén lezárásra került a téren lévő állomás. 2015. február 27-étől március 2-áig a Déli pályaudvar felé közlekedett. November 14–15-én, 21–22-én és 28–29-én a Batthyány téren érte el a metrót. Október 18-ától november 13-áig a Krisztina körút – Csaba utca – Várfok utcán keresztül közelítette meg a teret.
2019. május 11-én (a 188-as busz indulásával) külső végállomásának nevét Budakeszi, Tesco áruházra módosították. Szintén ezen a napon a Budakeszi, lakótelep a Budakeszi, Tiefenweg utca nevet kapta.
2021. augusztus 14-étől a 22-es buszcsalád járataira hétvégente és ünnepnapokon kizárólag az első ajtón lehet felszállni, ahol a járművezető ellenőrzi az utazási jogosultságot.
2022. január 31-étől megáll Budakeszin a Patak utcában létesített új megállóhelyen is.

## Járművek
A viszonylaton a ’90-es évek elején az Ikarus 415 típusú buszok váltották fel a korábban ott közlekedő Ikarus 260-asokat. A 260-asokkal ellentétben ezeket a járműveket már nem kellett külön hegyipályásra kijelölni, a buszok ugyanis könnyen megbirkóztak az emelkedőkkel. A 2008-as paraméterkönyv életbe lépése óta a vonalon rendszeresen szolgálatot teljesítenek a VT-Transman alacsony padlós Volvói is. 2009 novemberében a Kravtex Kft. Credo Citadell 12 típusú prototípus autóbusza itt teljesítette egyik budapesti próbaútját, egy héten keresztül volt a vonalon (a másik héten a 11-esen járt). 2013. június 1-től az Alfa Localo típusú járműveket felváltották a VT-Transman új, Mercedes Citaro C2 buszai. 2014. július 15-től a vonalat a Volánbusz üzemelteti, MAN Lion’s City és Mercedes-Benz eCitaro járművekkel.

## Útvonala
| Budakeszi, Tesco áruház felé |
| Széll Kálmán tér M vá. – Budapest, Margit körút – Széll Kálmán tér – Szilágyi Erzsébet fasor – Budakeszi út – Budakeszi, Fő utca – Budaörsi út – Patak utca – körforgalom – Patak utca – Budaörsi út – Szőlőskert utca – Szürkebarát utca – Bianka utca – áruházi parkoló – Budakeszi, Tesco áruház vá.        |
| Széll Kálmán tér felé |
| Budakeszi, Tesco áruház vá. – áruházi parkoló – Budakeszi, Királyleányka utca – Szürkebarát utca – Szőlőskert utca – Budaörsi út – Patak utca – körforgalom – Patak utca – Budaörsi út – Fő utca – Budapest, Budakeszi út – Szilágyi Erzsébet fasor – Széll Kálmán tér – Margit körút – Széll Kálmán tér M vá. |

## Megállóhelyei
Az átszállási kapcsolatok között a Széll Kálmán tér és a Dózsa György tér között azonos útvonalon közlekedő 22A busz nincs feltüntetve.
| 0                                                                                           | Széll Kálmán tér M végállomás      | 31 | 4, 6, 17, 56, 56A, 59, 59A, 59B, 61 5, 16, 16A, 21, 21A, 39, 91, 102, 116, 128, 129, 139, 140, 140A, 149, 155, 156, 221, 222 781, 782, 783, 784, 785, 786, 787, 789, 791, 793, 794, 795 | Autóbusz-állomás, Metróállomás, Volánbusz-állomás, Mammut bevásárlóközpont |
| 2                                                                                           | Városmajor                         | 28 | 5, 91, 155, 156, 222 56, 56A, 59, 59B, 60, 61 | Fogaskerekű-állomás                                                        |
| 3                                                                                           | Szent János Kórház                 | 27 | 91, 128, 129, 155, 156, 222 56, 56A, 59, 59B, 60, 61 781, 782, 783, 784, 785, 786, 787, 789, 791, 793, 794, 795                                                                         | Szent János Kórház                                                         |
| 5                                                                                           | Budagyöngye                        | 24 | 129, 222, 291 56, 56A, 59B, 61 781, 782, 783, 784, 785, 786, 787, 789, 791, 793, 794, 795                                                                                               |                                                                            |
| 6                                                                                           | Szépilona                          | 23 | 222, 291 | Szépilona kocsiszín                                                        |
| 7                                                                                           | Kuruclesi út                       | 22 | 222, 291 781, 782, 783, 784, 785, 786, 787, 789, 791, 793, 794, 795 |                                                                            |
| 8                                                                                           | Labanc út                          | 21 | 222 |                                                                            |
| 9                                                                                           | Bíróság                            | 20 | 222 | Bíróság                                                                    |
| 10                                                                                          | Vízművek                           | 19 | 222 781, 782, 783, 784, 785, 786, 787, 789, 791, 793, 794, 795 | Vízművek                                                                   |
| 11                                                                                          | Dénes utca                         | 18 | 222 781, 782, 783, 784, 785, 786, 787, 789, 791, 793, 794, 795 |                                                                            |
| 12                                                                                          | Bölcsőde                           | 17 | 222 | Bölcsőde, Óvoda                                                            |
| 13                                                                                          | Irén utca                          | 17 | 222 | Információs Hivatal                                                        |
| 14                                                                                          | Szépjuhászné, Gyermekvasút         | 16 | 222 781, 782, 783, 784, 785, 786, 787, 789, 791, 793, 794, 795 Gyermekvasút | Gyermekvasút-állomás                                                       |
| 15                                                                                          | Laktanya                           | 15 | 222 795 | Laktanya                                                                   |
| 17                                                                                          | Országos Korányi Intézet           | 14 | 222 781, 782, 783, 784, 785, 786, 787, 789, 791, 793, 794, 795 | Országos Korányi TBC és Pulmonológiai Intézet                              |
| 18                                                                                          | Szanatórium utca (Vadaspark)       | 13 | 188E, 222 781, 782, 783, 784, 785, 786, 787, 789, 791, 793, 794, 795 | Vadaspark                                                                  |
| Budapest–Budakeszi közigazgatási határa                                                     |                                    |    | |                                                                            |
| 19                                                                                          | Erkel Ferenc utca                  | 11 | 188E, 222 781, 782, 783, 784, 785, 786, 787, 789, 791, 793, 794, 795 |                                                                            |
| 20                                                                                          | Gyógyszertár                       | 10 | 188E, 222 781, 782, 783, 784, 785, 786, 787, 789, 791, 793, 794, 795 | Budakeszi gyógyszertár, Bölcsőde                                           |
| 21                                                                                          | Budakeszi, városháza               | 9  | 188, 188E 781, 782, 783, 784, 785, 786, 787, 789, 791 | Budakeszi városháza, Okmányiroda                                           |
| 22                                                                                          | Erdő utca                          | 8  | 188, 188E |                                                                            |
| 23                                                                                          | Dózsa György tér                   | 8  | 188, 188E 781, 782, 783, 784, 785, 786, 787, 789, 791 |                                                                            |
| 24                                                                                          | Budakeszi, Tiefenweg utca          | 5  | 188, 188E |                                                                            |
| 25                                                                                          | Patak utca                         | 4  | |                                                                            |
| Ünnepnapokon a Patak utcáig rövidítve közlekedik, nem érinti a kék háttérű megállóhelyeket. |                                    |    | |                                                                            |
| 28                                                                                          | Szőlőskert utca                    | 1  | 188, 188E |                                                                            |
| 30                                                                                          | Budakeszi, Tesco áruház végállomás | 0  | 188, 188E |                                                                            |

## 22B autóbusz

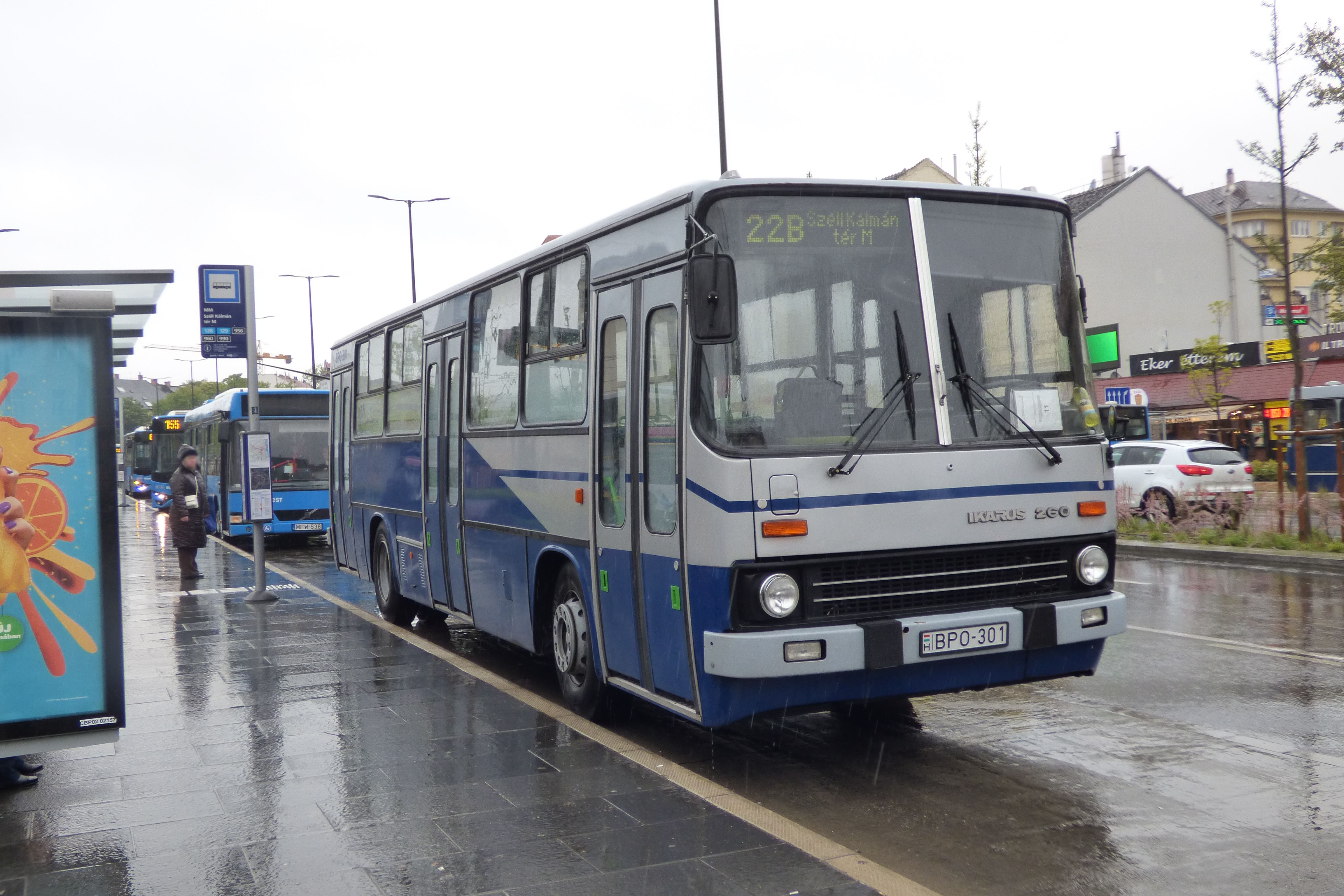
22B jelzésű busz a Széll Kálmán téren 2017-ben

A 22B jelzésű autóbusz egy operatív – kizárólag rendkívüli helyzetekben – közlekedő buszvonal, amit a BKK csak a nagyobb mértékű Budakeszi úti forgalmi akadályok idején indít, ennek következtében állandó menetrenddel és üzemidővel nem rendelkezik. Útvonala jellemzően megegyezik a 140-es busz Budapest, Széll Kálmán tér – Sasadi út, tovább pedig a 188-as vagy a 188E busz Sasadi út – Budakeszi, Honfoglalás sétány szakaszával.
Még 2014. december 2-án indítottak mentesítő céljáratot a nagy jegesedés idején, amely a 22-es busz Széll Kálmán téren lévő megállóhelyéből indult, de Budaörsön keresztül érte el Budakeszi, Dózsa György teret. A járat Budakeszin kívül, útközben csak a Sasadi útnál állt meg. Ekkor a 22-es buszok megosztva, a Széll Kálmán tér – Dénes utca és a Szanatórium utca (Vadaspark) és a külső végállomások között jártak. Másnap, december 3-án a mentesítő járat 22-es jelzéssel, a Budaörsi úton közelítette meg Budakeszit. A 22A buszok rövidítve, a Széll Kálmán tértől csak a Dénes utcáig haladtak. A 222-es busz Budakeszin, a Szanatórium utcától a Honfoglalás sétány érintésével a Tesco-Parkcenterig közlekedett. A rend nem sokkal dél után állt helyre.
2016. április 7-én baleset miatt ismét mentesítő járat indult, 22E jelzéssel a Széll Kálmán tér és Budakeszi, Dózsa György tér között. A járat útközben csak Budakeszin állt meg. A 22-es buszok a Laktanya és az Országos Korányi TBC Intézet között nem közlekedtek.
2017. április 19-én a Budakeszi út jegesedése miatt 22B jelzésű mentesítő járat közlekedett a Széll Kálmán tér és Budakeszi, Honfoglalás sétány között az M1-es autópálya, a Budakeszi, Tesco-Parkcenter és a Dózsa György tér érintésével.
2017. június 13-án ismét közlekedett 22B jelzéssel a Honfoglalás sétányig, mert a Szépjuhászné út közelében baleset történt, így a 22-es, a 22A és a 222-es buszok megosztva, a Széll Kálmán tér – Kuruclesi út, illetve a Szépjuhászné, Gyermekvasút és a külső végállomások között közlekedtek.
2018. február 5-én baleset történt a Pihenő útnál. A 22-es járatcsalád csak a Laktanyáig közlekedtek, Budakeszire ismét a 22B busszal lehetett eljutni.
2019. január 21-én közlekedett, mert a Laktanyánál egy személygépkocsi ütközött egy busszal.
Legutóbb 2024. november 13-án közlekedett, mert a Budakeszi úton csőtörés miatt félpályás útlezárás volt, és a reggeli csúcsban a 22A jelzésű autóbuszok akár egy órás késéssel is közlekedtek. Az autóbuszok nem érintették Budaörs belterületét, a 188E és a 140-es busz vonalán közlekedtek a Széll Kálmán térig.